# Salvador d'Horta
Salvador d'Horta ( Santa Coloma de Farners, décembre 1520 - Cagliari, 18 mars 1567) est un franciscain observant réputé pour les nombreux miracles qui lui sont attribués dès son vivant. Béatifié le 15 février 1606 par le pape Paul V, il est finalement canonisé le 17 avril 1938 par le pape Pie XI.

## Vie de saint Salvador

### Entrée au couvent
Salvador naît en décembre 1520 à l'hôpital de Santa Coloma de Farners, dans la province espagnole de Gérone, où ses parents sont serfs.
En 1534, il devient orphelin et s'installe à Barcelone, où il exerce différents petits métiers afin de vivre et de faire vivre sa sœur. Puis, il la marie rapidement et peut ainsi réaliser son désir d'entrer dans les ordres. Après un séjour à l'abbaye de Montserrat, il entre comme frère convers, le 3 mai 1541, au couvent franciscain de Santa Maria de Jesus, près de Barcelone, et prend le nom de Frère Salvador. En 1542, il professe ses vœux et est envoyé au couvent de Tortosa, où il exerce les tâches les plus humbles et les plus pénibles. Il devient rapidement célèbre parmi les frères pour son ascétisme et son humilité.

### Miracles et transferts
Le frère Salvador acquiert rapidement une réputation de guérisseur, et le couvent devient une destination pour les pèlerins malades. Le monastère reçoit environ 2 000 personnes par semaine. 
Cette réputation gêne cependant ses frères et ses supérieurs qui développent de nombreux soupçons à son égard. 
Il est alors transféré de couvents en couvents : il est d'abord envoyé à Bellpuig, puis à Lleida et au couvent Notre-Dame des Anges (es) d'Horta de Sant Joan, où il reste pendant douze ans, de 1547 à 1559. Il est ensuite transféré au couvent de Reus puis à Madrid, où il est visité par le roi Philippe II, et, enfin, au couvent de Barcelone. 

### Fin de vie
En 1560, il est dénoncé à l'Inquisition espagnole à cause des nombreux miracles attribués à son intercession. Après quelques recherches, celle-ci choisit cependant de ne prendre aucune mesure contre lui.
Enfin, il finit par être envoyé, en novembre 1565, au couvent de Santa Maria de Jesus, à Cagliari (Sardaigne), où il travaille comme cuisinier et où il meurt en odeur de sainteté le 18 mars 1567.

## Vénération

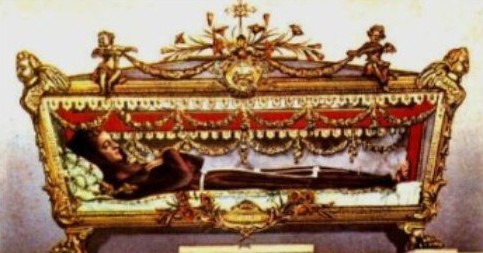
Représentation de la châsse contenant le corps de saint Salvador.

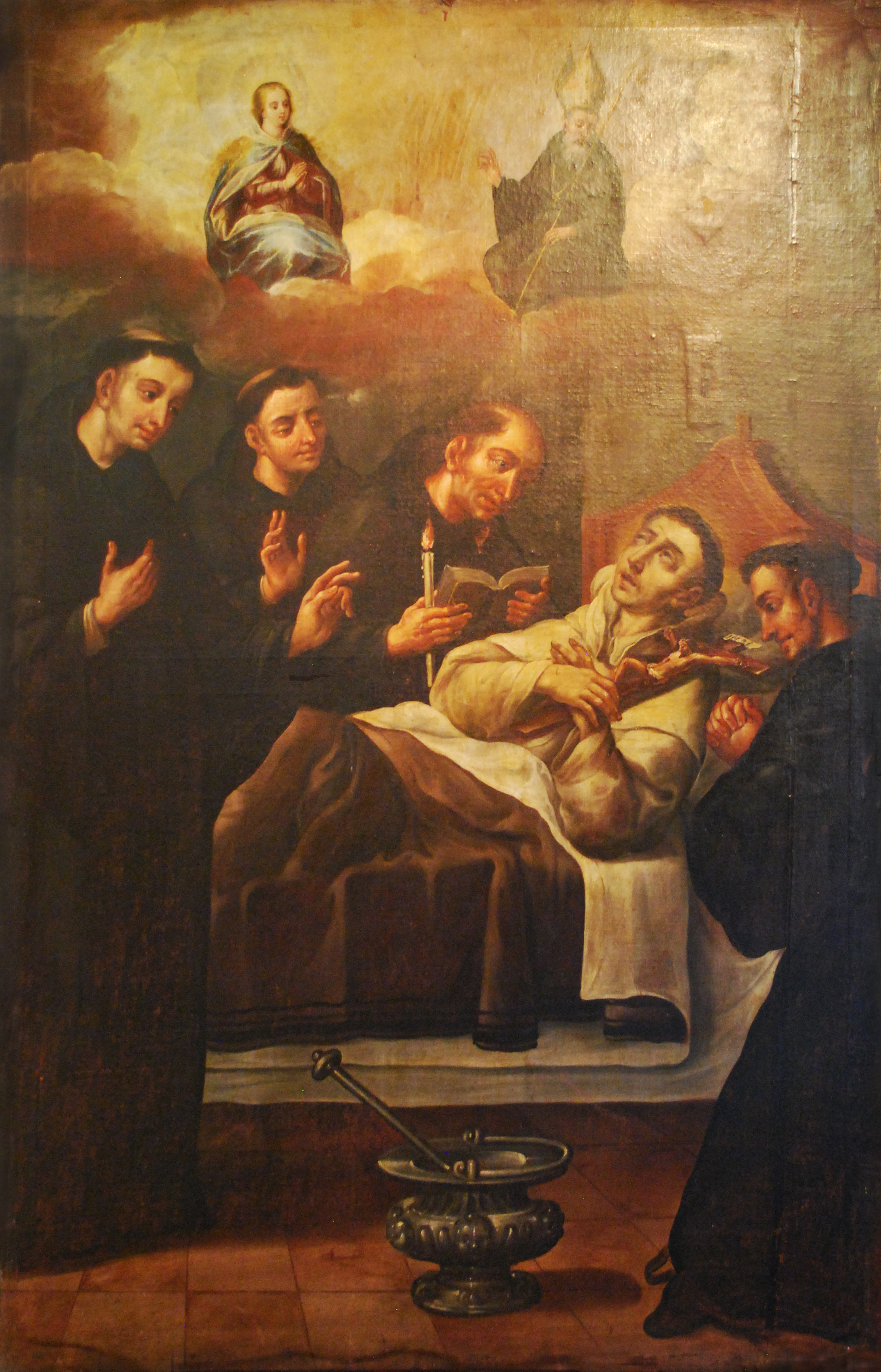
La mort de saint Salvador, XVIII.

Le 15 février 1606, la demande du roi Philippe II, le pape Paul V autorise la vénération de Salvador en tant que bienheureux. Sa béatification est alors confirmée le 29 janvier 1711 par le pape Clément XI. Il est finalement canonisé le 17 avril 1938 par le pape Pie XI. Il est liturgiquement célébré le 18 mars, jour anniversaire de sa mort ; les frères mineurs le fêtent cependant le 17 avril, jour anniversaire de sa canonisation.
Ses restes sont initialement enterrés en l'église Sainte-Marie de Jésus, attachée au couvent où il mourut. En 1606, on ouvre sa tombe afin d'offrir son cœur comme relique à la communauté franciscaine de Silke, près de Sassari. Lors de son exhumation, son corps est retrouvé intacte. Lorsque l'église est démolie en 1718, ses restes sont transférées vers une autre église de la ville desservie par les franciscains, puis est finalement, en 1758, enterré dans une châsse en verre sous l'autel principal de l'église Sainte Rosalie de Cagliari (it).